# Лутка Крцко Орашчић
Лутка Крцко Орашчић, позната и као божићни Крцко Орашчић, је украсна фигурица крцкалице за орашасте производе која се најчешће прави да личи на војника-играчку. У немачкој традицији, лутке су симбол среће, које плаше зле духове. Док су скоро све ове лутке из пре прве половине 20. века функционалне, значајан део модерних лутки је првенствено декоративан и не може да крцка орахе.

## Историја
Лутке Крцка Орашчића потичу из Немачке с краја 17. века, посебно из региона Рудних планина (нем. Erzgebirge). Једна прича о пореклу приписује стварање прве лутке  мајстору из Зајфена. Често су се даривали, а у неком тренутку су се повезали са Божићним празником. Популарност им је порасла око 19. века и проширила се на оближње европске земље. Како је потражња расла, масовно је почела и производња лутака у фабрикама. Фридрих Вилхелм Фихтнер (1844–1923), познатији у Немачкој као „отац лутке Орашчића“, започео је прву масовну производњу (користећи струг) у својој радионици у Зајфену у Саксонији током 1872.
Украсне лутке Крцка Орашчића почеле су да се популаризују ван Европе након Другог светског рата, када су се бројни амерички војници стационирани у Немачкој вратили кући у Сједињене Државе са немачким Орашчићима као сувенирима. Даља популаризација дошла је од Крцка Орашчића Петра Иљича Чајковског, балетске адаптације приче Ернста Теодора Вилхелма Хофмана из 1816. године „Крцко Орашчић и краљ мишева“, у којој се појављује војник Крцко Орашчић. Балет, који је уведен у Америку средином 20. века, постао је омиљена празнична традиција и широм Сједињених Држава и помогао је да ове лутке буду божићни украс и сезонска икона у западној култури.

## Изглед
Просечна ручно рађена лутка је направљена од око 60 посебних делова. Лутке Орашчића традиционално подсећају на војнике играчке и често су офарбане у јарке боје. Рано су се умножили различити дизајни; од раног 19. века били су обучени као рудари, полицајци, племићи или војници из различитих војски. Новије варијације су направљене да личе на разне поп-културне или историјске фигурице, од Бенџамина Френклина до америчких војника у униформи Операције Пустињска олуја.